# Rosemead, Kalifornien
Rosemead är en stad (city) i Los Angeles County, i delstaten Kalifornien, USA. Enligt United States Census Bureau har staden en folkmängd på 54 154 invånare (2011) och en landarea på 13,4 km².